# Sidi Ahmed Laaroussi
Dans le cadre de l'administration territoriale marocaine, Sidi Ahmed Laaroussi (en arabe : سيدي أحمد العروسي / en tamazight : ⵙⵉⴷⵉ ⴰⵀⵎⴻⴷ ⴰⵍⵄⵔⵓⵙⵉ) est une commune marocaine située dans la province d'Es-Smara en région Laâyoune-Sakia El Hamra. Elle se trouve à proximité de la capitale de la province, Es-Semara. Sa population est de 438 habitants en 2024

## Géographie

### Localisation
Sidi Ahmed Laaroussi se situe à limitrophe de la commune urbaine d'Es-Semara, chef-lieu de la province et à son nord. Elle se trouve dans la zone du Sahara occidental, un territoire disputé par la République arabe sahraouie démocratique et par le Maroc, mais la commune reste contrôlée par le Maroc. Elle se situe à environ 140 kilomètres de Laâyoune à vol d'oiseau.
|             | Akhfennir            |                    |
| El Hagounia | Sidi Ahmad Laaroussi | Es-Semara / Haouza |
|             | Amgala               |                    |

### Climat
Sidi Ahmad Laaroussi possède un climat désertique selon la classification de Köppen-Geiger.